# The Mule Skinner Band
The Mule Skinner Band är ett svenskt Rock'n'roll-band bildat 2014 som består av före detta medlemmar i Streaplers. De spelar egna tolkningar av forna rockhits samt nyversioner av Streaplers låtar.

## Historia
Bandet gjorde sin första spelning i Kungälv den 20 september 2014. 2015 & 2017 medverkade bandet i Bingolotto. Bandet har som mål att göra 25 spelningar per år. 25 september 2015 släpptes första albumet Together Again. Bandet skapades av Gert Lengstrand och består av Lengstrand, tvillingbröderna Göran / Håkan Liljeblad och Bjarne Lundqvist, som alla varit medlemmar i Streaplers, samt keyboardisten Jörgen Flach. Januari 2016 började inspelningen för andra albumet Än en gång som släpptes 31 mars 2017.

## Medlemmar
- Gert Lengstrand - Sång
- Göran Liljeblad - Gitarr
- Håkan Liljeblad - Bas
- Bjarne Lundqvist - Trummor / Sång
- Jörgen Flach - Keyboard

## Diskografi

### Album
- Together Again - 2015
- Än en gång - 2017
- På Begäran - 2019